# Менчу, Ригоберта
Ригобе́рта Менчу́ Тум (исп. Rigoberta Menchú Tum; род. 9 января 1959[…], Ла-Чимель, Эль-Киче) — представительница коренного населения Гватемалы из народа киче группы майя. Правозащитник, борец за права коренного населения Гватемалы, лауреат Нобелевской премии мира в 1992 г. и Премии принца Астурийского в 1998 г. Посол доброй воли ЮНЕСКО. Автор автобиографических произведений «Я, Ригоберта Менчу» (1983) и «Пересекая границы».

## Биография
Получила начальное образование в нескольких католических школах. По окончании школы она вошла в Комитет крестьянского единства и стала активным участником кампаний против нарушений прав человека, совершённых гватемальскими войсками в ходе гражданской войны 1960—1996 годов.
Её отец-активист погиб в огне в 1980 году, когда полицейский спецназ сжёг посольство Испании в Гватемале. Сама Ригоберта в 1981 году бежала в Мексику.
В 1982 выпустила автобиографию «Меня зовут Ригоберта Менчу. Как родилась моя совесть» (исп. Me llamo Rigoberta Menchú y así me nació la conciencia), которая была составлена на основании её интервью. Редактором-составителем книги была антрополог и журналист венесуэльского происхождения Элисабет Бургос. Книга была переведена на английский язык под названием «I, Rigoberta Menchú» и принесла успех автору.
В 1991 г. Менчу участвовала в подготовке Декларации ООН о правах коренных народов. Её ближайшим помощником стал Сесар Монтес.
После окончания гражданской войны в Гватемале Менчу развернула кампанию по привлечению к ответственности членов гватемальской хунты в судах Испании. В 1999 г. она подала в испанский суд жалобу в связи с тем, что преследование гватемальских военных преступников в Гватемале было затруднено. Жалоба была отклонена в Испании на том основании, что заявительница не исчерпала всех возможностей правосудия в Гватемале. 23 декабря 2006 г. Испания потребовала экстрадировать из Гватемалы семь бывших членов правительства этой страны по обвинению в геноциде и пытках, среди которых были бывшие диктаторы Эфраин Риос Монтт и Оскар Умберто Мехиа Викторес. Высший суд Испании постановил, что дела о геноциде, совершённом за рубежом, могут быть подсудны испанским судам, даже если они не касались граждан Испании. В дополнение к смертям граждан Испании обвинения касались геноцида коренного населения народности майя.
Менчу также стала предпринимателем в сфере медицины. Возглавила мексиканские компании Salud para Todos («Здоровье для всех») и «Farmacias Similares», целью которых было распространение среди населения дешёвых лекарств.
12 февраля 2007 Менчу объявила, что основывает левую политическую партию коренного населения под названием Encuentro por Guatemala и что выдвигает свою кандидатуру на президентских выборах в Гватемале. Она участвовала в создании ещё одной партии схожего толка — «Уинак» (Winaq). На выборах 9 сентября 2007 г. она как кандидат от союза этих двух сил получила 3,1 % голосов. На выборах 2011 года была кандидатом Широкого фронта левых, набрала 3,3 % голосов.

## Противоречия в автобиографии
Более чем через 10 лет после выхода книги «Я, Ригоберта Менчу» антрополог Дэвил Столл провёл расследование фактов, описанных в её книге, исследовав правительственные документы, отчёты, земельные иски (из которых часть была подана семьёй Менчу), провёл интервью её бывших соседей, местных жителей, друзей и врагов. К самой Менчу он не обращался. Результаты он опубликовал в 1999 г. в книге «Ригоберта Менчу и история всех бедных гватемальцев» (англ. Rigoberta Menchú and the Story of All Poor Guatemalans). Столл подтвердил, что Ригоберта Менчу действительно выросла в деревне, населённой народом майя, которую посещали марксистские партизаны и которая затем было атакована гватемальской армией. С другой стороны, Столл выяснил, что Менчу изменила в книге многие из событий своей жизни, факты о своей семье и своей деревне с тем, чтобы привлечь интерес общественности к партизанскому движению, к которому она присоединилась после убийства её родителей.
В своей книге Ригоберта Менчу утверждала, что её семья активно участвовала в борьбе против порабощения со стороны богатых гватемальцев европейского происхождения и гватемальской хунты. Она также утверждала, что её отец, Висенте Менчу, основал крестьянское движение, известное как Комитет за единство крестьян («кампесино»). Столл и его напарник Ротер (Rohter) выяснили, что Висенте Менчу, хотя и был бедным, но по меркам местных майя — достаточно зажиточным человеком. Как глава общины, он получил от гватемальского правительства грант в виде земельного участка площадью 27,53 км². Его успех, однако, привёл к долгому спору с родственниками его жены, семьи Тум, которые предъявили претензии на часть земли. В конце 1970-х гг., когда, по словам его дочери, он был радикальным политиком, на деле Висенте Менчу проживал дома, в своей деревне, и сотрудничал с волонтёрами Корпуса мира.
В автобиографии 1982 г. Менчу утверждала, что она и её семья вынуждены были батрачить 8 месяцев в год на удалённой прибрежной плантации, как многие обедневшие майя делают до настоящего времени. Однако, по отзывам соседей, семья Менчу была достаточно обеспеченной, чтобы избежать подобной судьбы. Менчу также утверждала, что её отец не позволил ей ходить в школу на том основании, что школа сделает из неё «ладино» , то есть заставить забыть о своих индейских корнях, однако в реальности католические монахини помогли ей доучиться в школе до конца 8 класса.
В одном из эпизодов автобиографии Менчу утверждает, что её младший брат Петросиньо был сожжён заживо гватемальскими военными, а она и её семья вынуждены были наблюдать за сожжением на поселковой площади. Опросив ряд жителей посёлка и изучив отчёты правозащитников того времени, Столл выяснил, что Петросиньо был, скорее, застрелен представителями военизированной группы сторонников хунты, чем сожжён, и что Менчу и её семья не были свидетелями его смерти. С другой стороны, Столл писал, что биографию Менчу не следует воспринимать как ложь, поскольку оба её родителя, два брата, жена брата и три племянника и племянницы действительно были убиты сторонниками хунты.
В ответ на публикацию Столла первоначально Менчу обвинила его в поддержке гватемальской военной хунты и дискредитации жертв насилия со стороны военных, однако позднее признала, что внесла в автобиографию некоторые изменения. Нобелевский комитет отклонил требования об отзыве Нобелевской премии в связи с фальсификацией, однако профессор Гейр Лундестад, секретарь Комитета, заявил, что её премия «была основана не только на её автобиографии». Согласно заявлению Нобелевского комитета, «Столл согласен с присвоением ей Нобелевской премии и не подвергает сомнению картину зверств со стороны военных, которую она описала. По его словам, цель рассказанной ей истории состояла в том, что она смогла вызвать международное осуждение организации, которая его заслуживала — гватемальской армии».